# Čimbenik odjeka
Čimbenik odjeka (u literaturi nazivan i kao čimbenik utjecaja, faktor odjeka, faktor utjecaja, impaktni faktor, faktor impakta, faktor impakta odnosno relevantnosti i izvrsnosti) nekog znanstvenog časopisa (eng. impact factor, kratica IF) je brojka koja predstavlja omjer broja citata (dobivenih na objavljene članke) u određenoj godini i ukupnog broja članaka koji su objavljeni u prethodne dvije godine (ili drugom određenom razdoblju) u istom časopisu. 
Izračun čimbenika jest dijeljenje broja citata dobivenih u tekućoj godini na radove objavljene u proteklom dvogodišnjem razdoblju s brojem radova objavljenih u istom tom razdoblju. Nazivnik ovog omjera ne obuhvaća sve objavljene članke, nego samo članke koji su u citatnim bazama kategorizirani kao izvorni znanstveni članci (eng. articles) i pregledni članci (eng. reviews).

## Čimbenik odjeka u Hrvatskoj
U Hrvatskoj su podatci o čimbeniku odjeka dostupni u bazi podataka Journal Citation Reports (JCR) preko Centra za online baze podataka (http://www.online-baze.hr  Arhivirana inačica izvorne stranice od 30. siječnja 2016. (Wayback Machine)), u kojoj su svi časopisi svrstani su u dvije cjeline: Science Edition i Social Science Edition.
Čimbenik odjeka prvotno je osmišljen kao knjižničarski alat. Trebao je biti pomagalo knjižničarima u identifikaciji za odabir pri kupnji časopisa, a ne da posluži kao mjera znanstvene kakvoće istraživanja opisanoga u tekstu.
Čimbenik odjeka postao je vrlo utjecajan jer je selektivan, to jest časopis s visokim čimbenikom odjeka ima vrlo strogu procjenu. U tome leži slabost ovog pokazatelja. Pitanje je tko provodi tu procjenu, jer vrlo su često to osobe s malo iskustva praktičnog znanstvenika,  pa dolazi u središte pozornosti tko odlučuje vrijedi li uopće tekst poslati na recenziju, a na časopis se često može utjecati izdavačkom politikom. Podaci na osnovi kojih se utvrđuje nisu transparentni ni dostupni javnosti.

### Čimbenik odjeka kao kriterij napredovanja znanstvenika
Znanstvena je zajednica već neko vrijeme argumentirala da čimbenik odjeka pojedinoga znanstvenog časopisa ne može biti kriterij ili jedan od najvažnijih kriterija prilikom napredovanja znanstvenika. Svibnja 2013. to je rezultiralo Deklaracijom o vrednovanju istraživanja koju je potpisalo mnogo znanstvenika u vrlo kratkom vremenskom razdoblju. Posljedica mana čimbenika odjeka jest da se osnovna dobra funkcija čimbenika odjeka u potpunosti iskrivila, pa se istraživače sada ocjenjuje prema tome gdje, a ne prema tome što objavljuju, pa se tako prividno povisuje i vrijednost ostalih autora samo zato što su objavili u tom istom časopisu, premda su objavili nezapažene članke. Zloporaba čimbenika odjeka krajnje štetno djeluje na znanost, jer se sve svodi na brojenje umjesto na stvarnu procjenu znanstvenog doprinosa, zamagljuje se znanstvena procjena, uništava karijere, troši vrijeme i dragocjene radove, koči inovacije jer se znanstvenici okreću područjima koja su trenutačno popularna.
Istraživanjima je utvrđeno da neovisno o veličini časopisa, objavljivanje članaka koji ne sadrže izvorne znanstvene podatke i neprecizna kategorizacija članaka mogu značajno izmijeniti čimbenik odjeka.
Čak i ako čimbenik odjeka određene skupine časopisa nema gore opisane mane, ostaju drugi problemi. Čimbenikom odjeka nije uputno uspoređivati časopise iz različitih skupina znanosti. Može biti signifikantan indikator samo kada se uspoređuju slični časopisi koji pokrivaju ista područja istraživanja. Želimo li po ovom kriteriju uspoređivati časopise iz područja znanosti koje ne postoji u podjeli primijenjenoj u Web of Science pa prema tome i u Journal Citation Reports, javlja se novi problem, jer neka područja nisu uključena u tu podjelu, a niti je jasno dokučivo zašto su pojedini časopisi svrstani u navedene skupine. Primjer je geodezija, zbog čega su geodetski časopisi svrstani u čak devet različitih skupina.
Problem naravno nije u samom postojanju čimbenika odjeka, znanstvenicima, njihovim člancima ili časopisima, prof. Čatić napisao je sljedeći zaključak: